# Janet Varney
Janet Maureen Varney (Tucson, 16 febbraio 1976) è un'attrice, doppiatrice e conduttrice televisiva statunitense, nota soprattutto come presentatrice di Dinner and a Movie e voce originale della protagonista di La leggenda di Korra.

## Biografia

### Primi anni
Nata a Tucson, Arizona, in una famiglia di discendenze britanniche e scozzesi, Janet Varney si è diplomata alla Rincon High School nel 1993 e ha poi frequentato la San Francisco State University laureandosi in arti teatrali ma, prima di tentare la carriera di attrice ha lavorato per un po' come designer di interni. Da adolescente ha sofferto di disturbi di depersonalizzazione che tuttavia è riuscita a superare in età adulta.
Inizia a muovere successivamente i primi passi nella televisione statunitense co-conducendo The Hollywood Show con Brian Unger, nonché comparendo più volte nello sketch show di Norm MacDonald Back to Norm e nella commedia di satira politica di Comedy Central Crossballs.

### La carriera

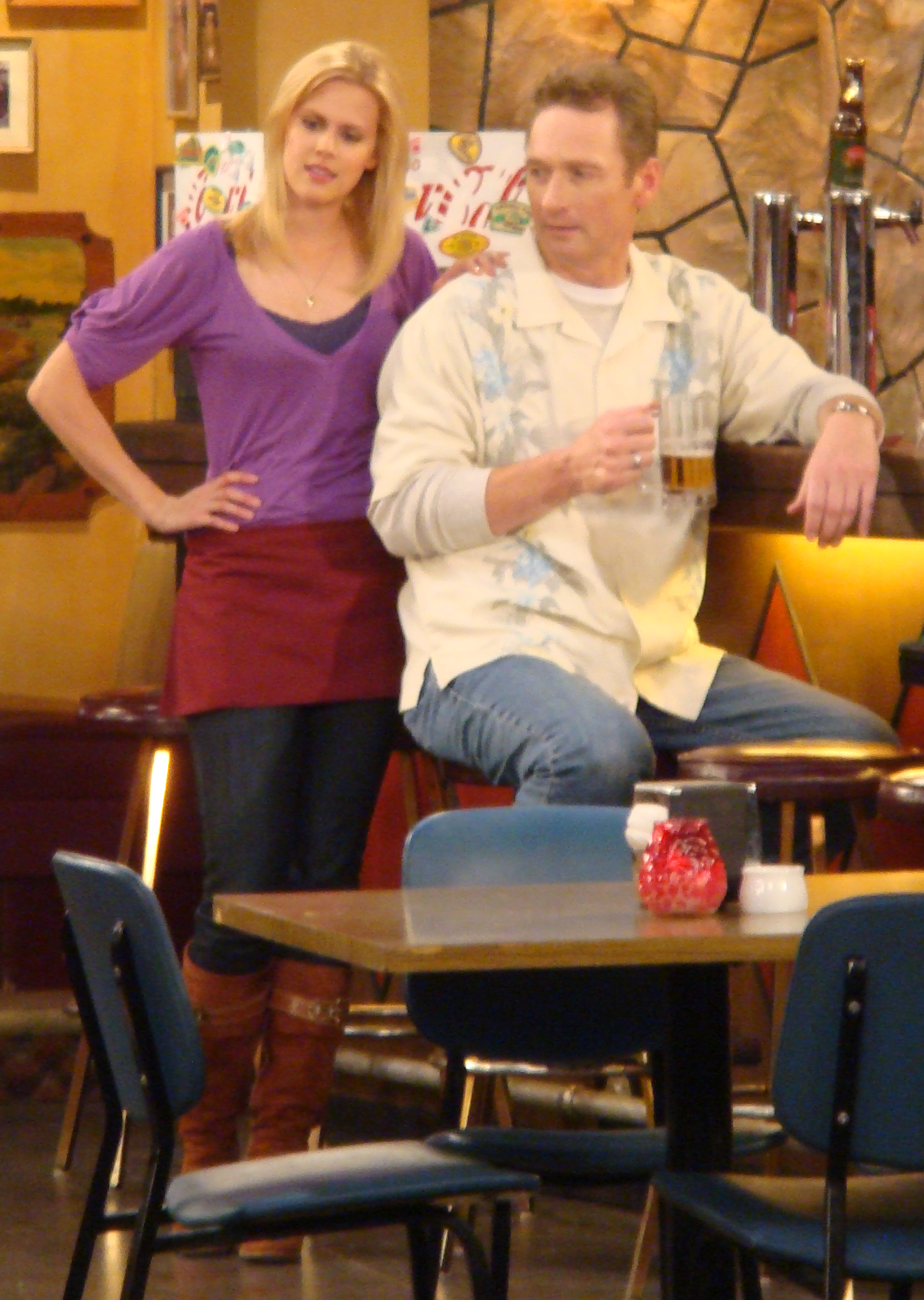
Janet Varney e Ryan Stiles nel 2008 sul set di un episodio pilota CBS: Memory Lanes.

Nel 2005 sostituisce Lisa Kushell come conduttrice ufficiale del programma culinare TBS Superstation Dinner and a Movie e da allora vi compare regolarmente in qualità di co-presentatrice al fianco di Paul Gilmartin e dello chef Claud Mann, la sua presenza introduce la forte dose di humor che, successivamente, diviene uno dei suoi tratti caratteristici del programma fino alla sua cancellazione, avvenuta nel 2011.
La popolarità raggiunta come presentatrice porta Varney a comparire come ospite in un episodio della poco longeva sitcom FOX Happy Hour, nonché in molteplici cortometraggi e nel reality show On the Lot, prodotto da Steven Spielberg.
Dal 2008 al 2009 appare come guest star ricorrente nella serie televisiva Back on Topps, al fianco dei fratelli Sklar; ed in Entourage, nei panni di Amy Miller, una collega di Eric (Kevin Connolly) e Charlie (Bow Wow).
Assieme a Cole Stratton ha inoltre fondato l'SF Sketchfest, annuale festival di commedia che si tiene tra gennaio e febbraio nell'area di Los Angeles e San Francisco e di cui è direttrice artistica e principale finanziatrice. 
Nel corso delle varie edizioni della manifestazione (iniziata nel 2002), Varney ha presentato suoi audio-commenti satirici in sovraimpressione a film quali: Footloose, Poltergeist - Demoniache presenze, Ghost, Dirty Dancing, Lo squalo 3, Linea mortale e Ragazzi perduti; che sono in seguito stati pubblicati anche dal sito RiffTrax.
Nel marzo 2012 ha lanciato il podcast The JV Club su Nerdist.com. Successivamente le viene affidato il ruolo di Korra, protagonista della serie animata La leggenda di Korra, sequel di Avatar - La leggenda di Aang messo in onda da Nickelodeon tra il 14 aprile 2012 e il 19 dicembre 2014.

## Vita privata
Varney è stata educata come mormona ma, a 17 anni, ha lasciato la chiesa divenendo agnostica. Dal 2004 al 2011 ha avuto una relazione con il collega Chris Hardwick. Nel 2018, tramite il suo profilo Instagram, dichiara di essere bisessuale
.

## Filmografia

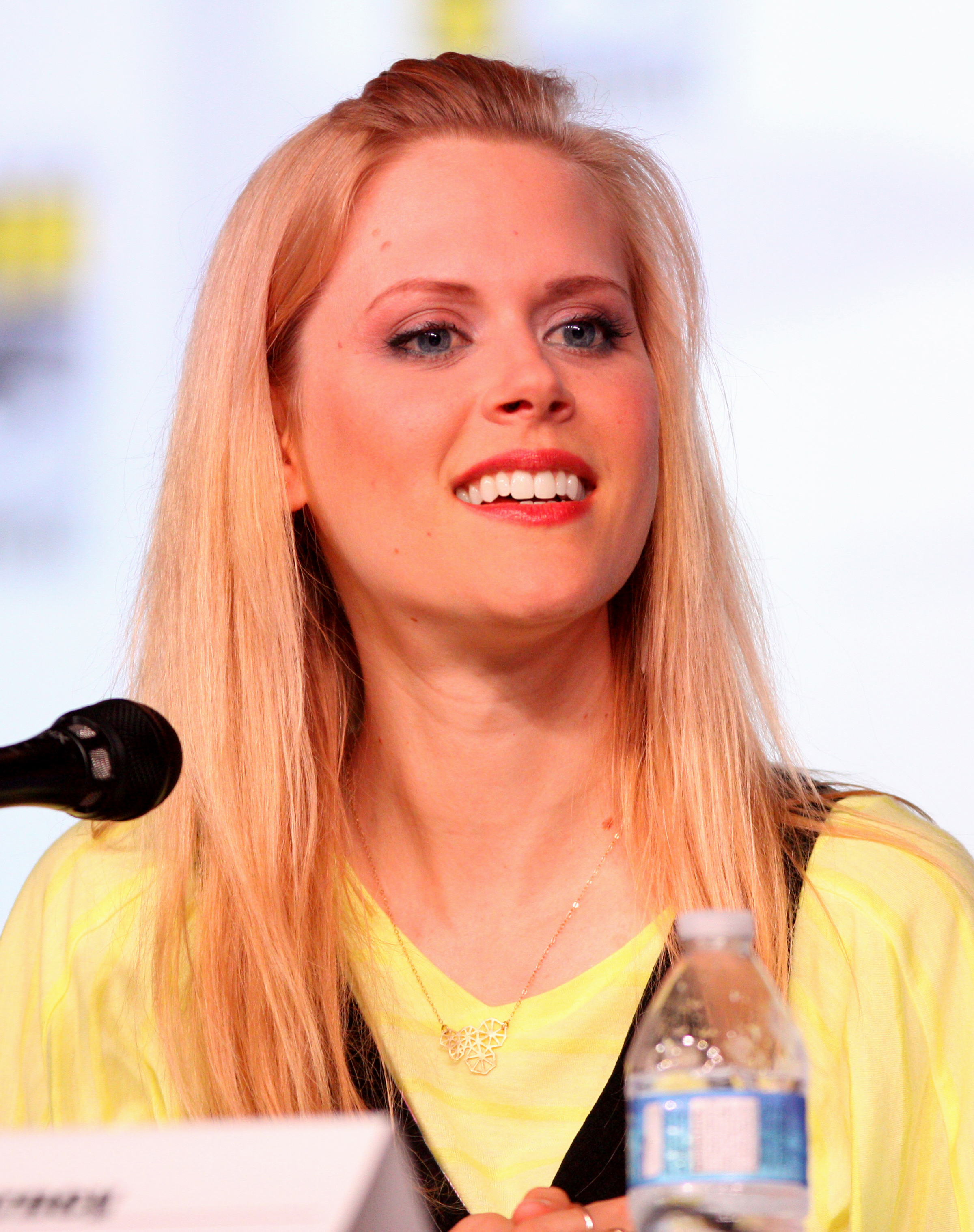
Janet Varney al Comic-Con 2012.

### Attrice

#### Cinema
- Stuck, regia di David Owen e Anderson Paul (2003)
- Catwoman, regia di Pitof (2004)
- American Fork, regia di Chris Bowman (2007)
- Eternal Waters, regia di Jason Epperson – cortometraggio (2007)
- Drillbit Taylor - Bodyguard in saldo (Drillbit Taylor), regia di Steven Brill (2008)
- Bill, regia di John Salcido – cortometraggio (2008)
- Still Waiting..., regia di Jeff Balis (2009)
- Nic & Tristan Go Mega Dega, regia di Cosmo Segurson (2010)
- The Selling, regia di Emily Lou (2011)
- Judy Moody and the Not Bummer Summer, regia di John Schultz (2011)
- The Date, regia di Todd Bishop – cortometraggio (2011)
- Angel of Death, regia di Bradley Scott – cortometraggio (2012)
- Present Tense, regia di Jaz Garewal – cortometraggio (2013)

#### Televisione
- Free Ride – serie TV, episodio 1x02 (2006)
- Love, Inc. – serie TV, episodio 1x20 (2006)
- Happy Hour – serie TV, episodio 1x02 (2006)
- A proposito di Brian (What About Brian) – serie TV, episodio 2x07 (2006)
- Home Purchasing Club – serie TV, episodio 2x01 (2007)
- The Untitled Rob Roy Thomas Project, regia di Rob Roy Thomas – film TV (2007)
- Halfway Home – serie TV, 2 episodi (2007)
- Die Hardly Working, regia di Zach Lipovsky – film TV (2007)
- Worldly Possession, regia di Adam B. Stain – film TV (2007)
- E alla fine arriva mamma (How I Met Your Mother) – serie TV, episodio 2x04 (2007)
- The Weekend, regia di Steven Brill – film TV (2007)
- Chocolate News – serie TV, 2 episodi (2008)
- Psych – serie TV, 2 episodi (2008-2014)
- Back on Topps – serie TV, 25 episodi (2008-2009)
- Entourage – serie TV, 3 episodi (2008-2009)
- Memory Lanes, regia di Brian K. Roberts – film TV (2009)
- Bones – serie TV, episodio 4x15 (2009)
- Better Off Ted - Scientificamente pazzi (Better Off Ted) – serie TV, episodio 1x10 (2009)
- Married Not Dead, regia di Andy Cadiff – film TV (2009)
- Hot in Cleveland – serie TV, episodio 2x02 (2011)
- Best Player, regia di Damon Santostefano – film TV (2011)
- The Game – serie TV, 2 episodi (2012)
- Sullivan & Son – serie TV, episodio 1x03 (2012)
- Childrens Hospital – serie TV, episodio 4x08 (2012)
- Neil's Puppet Dreams – serie TV, episodio 1x03 (2012)
- The Exes – serie TV, 2 episodi (2012-2014)
- Burning Love – serie TV, 20 episodi (2012-2013)
- Key and Peele – serie TV, 2 episodi (2012-2013)
- MyMusic – serie TV, episodio 2x11 (2013)
- Warehouse 13 – serie TV, episodio 5x03 (2014)
- Maron – serie TV, episodio 2x03 (2014)
- You're the Worst – serie TV, 28 episodi (2014-2019)
- Newsers, regia di Mitch Magee – film TV (2014)
- The Pro, regia di Todd Holland – film TV (2014)
- Take My Wife – serie TV, 5 episodi (2016-2018)
- Stan Against Evil – serie TV, 24 episodi (2016-2018)
- Fortune Rookie – serie TV, 8 episodi (2018)

### Doppiatrice
- Dante's Inferno, regia di Sean Meredith (2007)
- La leggenda di Korra (The Legend of Korra) – serie animata, 52 episodi (2012-2014)
- Il viaggio di Norm (Norm of the North), regia di Trevor Wall (2016)

## Doppiatrici italiane
Nelle versioni in italiano delle opere in cui ha recitato, Janet Varney è stata doppiata da:
- Daniela Fava in How I Met Your Mother
- Emanuela Damasio in Psych (ep. 3x02)
- Valeria Vidali in Psych (ep. 8x03)

Da doppiatrice è stata sostituita da:
- Domitilla D'Amico ne La leggenda di Korra e Il viaggio di Norm